# Batis (planta)
Batis és un gènere amb dues espècies de plantes amb flors, és l'únic gènere dins la família Bataceae. Són plantes halòfites que viuen en aiguamolls salats a l'Amèrica tropical i temperada càlida (B. maritima) i Australàsia tropical (B. argillicola).

## Morfologia i taxonomia
Són plantes perennifòlies arbustives que fan 10–70 cm d'alt. Les fulles són suculentes. Les flors són petites i floreixen des de l'estiu a la tardor.
Alguns botànics divideixen B. maritima en 5 espècies amb B. californica, B. fruticosa, B. spinosa i B. vermiculatus.

## Usos
B. maritima va servir d'aliment als indígenes americans, mastegaven les arrels o la bullien. Fulles i tigeses podien menjar crues o cuites. També B. argillicola esmenjava crua.
Les anàlisis modernes mostren que aquestes plantes (i les llavors) són molt nutritives